# Честер (Західна Вірджинія)
Честер (англ. Chester) — місто (англ. city) в США, в окрузі Генкок штату Західна Вірджинія. Населення — 2208 осіб (2020).

## Географія
Честер розташований за координатами 40°36′47″ пн. ш. 80°33′46″ зх. д. / 40.61306° пн. ш. 80.56278° зх. д. (40.612924, -80.562730).  За даними Бюро перепису населення США в 2010 році місто мало площу 2,59 км², уся площа — суходіл.

## Демографія
Згідно з переписом 2010 року, у місті мешкало 2585 осіб у 1209 домогосподарствах у складі 696 родин. Густота населення становила 999 осіб/км².  Було 1381 помешкання (534/км²).
Расовий склад населення:
| - 98,0 % — білих - 0,4 % — чорних або афроамериканців - 0,3 % — азіатів |

До двох чи більше рас належало 0,6 %. Частка іспаномовних становила 1,4 % від усіх жителів.
За віковим діапазоном населення розподілялося таким чином: 21,9 % — особи молодші 18 років, 57,9 % — особи у віці 18—64 років, 20,2 % — особи у віці 65 років та старші. Медіана віку мешканця становила 43,2 року. На 100 осіб жіночої статі у місті припадало 87,5 чоловіків;  на 100 жінок у віці від 18 років та старших — 85,1 чоловіків також старших 18 років.
Середній дохід на одне домашнє господарство  становив 43 833 долари США (медіана — 34 508), а середній дохід на одну сім'ю — 57 103 долари (медіана — 45 451). Медіана доходів становила 38 625 доларів для чоловіків та 28 898 доларів для жінок. За межею бідності перебувало 9,9 % осіб, у тому числі 15,9 % дітей у віці до 18 років та 5,1 % осіб у віці 65 років та старших.
Цивільне працевлаштоване населення становило 1086 осіб. Основні галузі зайнятості: виробництво — 22,9 %, роздрібна торгівля — 14,1 %, освіта, охорона здоров'я та соціальна допомога — 13,8 %.